# Апшон
Апшон (фр. Apchon) насеље је и општина у централној Француској у региону Оверња, у департману Кантал која припада префектури Морјак.
По подацима из 2011. године у општини је живело 209 становника, а густина насељености је износила 16,81 становника/km². Општина се простире на површини од 12,43 km². Налази се на средњој надморској висини од 1060 метара (максималној 1.143 m, а минималној 833 m).

## Демографија
| 1962. | 1968. | 1975. | 1982. | 1990. | 1999. | 2011. |
| ----- | ----- | ----- | ----- | ----- | ----- | ----- |
| 400   | 455   | 352   | 313   | 257   | 242   | 209   |

График промене броја становника у току последњих година